# 莫尔旺地区尚波
莫尔旺地区尚波（法語：Champeau-en-Morvan，法語發音：[ʃɑ̃po ɑ̃ mɔʁvɑ̃]）是法国科多尔省的一个市镇，位于该省西部，和涅夫勒省接壤，属于蒙巴尔区。

## 地理
莫尔旺地区尚波（47°16'35"N, 4°8'39"E）面积33.95 平方千米，位于法国勃艮第-弗朗什-孔泰大區科多尔省，该省份为法国中东部省份，北起奥布省，西接涅夫勒省和约讷省，南至索恩-卢瓦尔省，东南接汝拉省，东临上索恩省，东北部与上马恩省接壤。
与莫尔旺地区尚波接壤的市镇（或旧市镇、城区）包括：圣迪迪耶、圣马丹德拉梅尔、索略、莫尔旺地区阿利尼、圣阿尼昂、圣布里松。
莫尔旺地区尚波的时区为UTC+01:00、UTC+02:00（夏令时）。

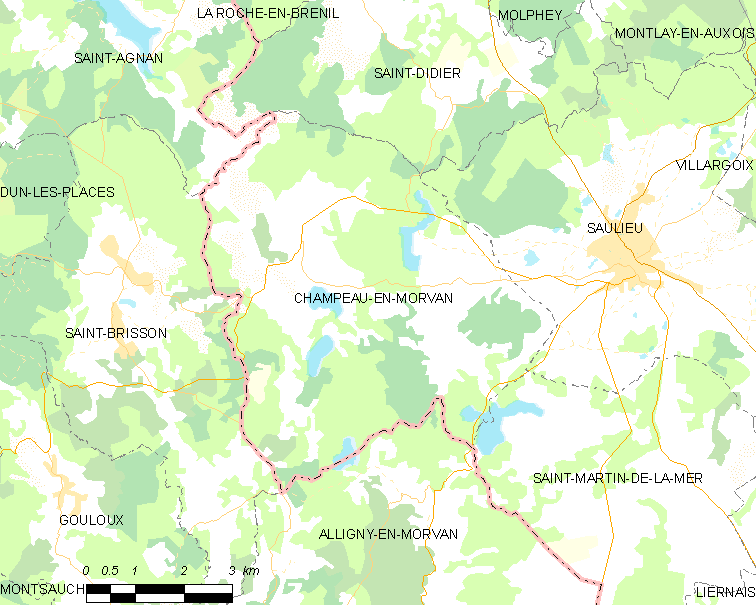
莫尔旺地区尚波的OSM定位图

## 行政
莫尔旺地区尚波的邮政编码为21210，INSEE市镇编码为21139。

## 政治
莫尔旺地区尚波所属的省级选区为欧苏瓦地区瑟米尔县。

## 人口

1962-2008年间莫尔旺地区尚波人口变化图示

莫尔旺地区尚波于2022年1月1日时的人口数量为223人。